# Girl on Fire (album)
Cet article concerne l'album d'Alicia Keys. Pour la chanson d'Alicia Keys, voir Girl on Fire.
Pour les articles homonymes, voir Girl on Fire.
Albums de Alicia Keys
The Element of Freedom
(2009) Here
(2016)
Singles
1. Girl on Fire
Sortie : 4 septembre 2012
2. Brand New Me
Sortie : 18 novembre 2013
3. New Day
Sortie : 21 février 2013
4. Fire We Make
Sortie : 28 mars 2013
5. Tears Always Win
Sortie : 7 mai 2013

Girl on Fire est le 5e album studio d'Alicia Keys, sorti en 2012.

## Liste des titres
| 1.    | De Novo Adagio                       |                                                                                      |                                 | 1:19 |
| 2.    | Brand New Me                         | Alicia Keys, Emeli Sandé                                                             | Keys                            | 3:53 |
| 3.    | When It's All Over                   | Keys, John Stephens, Stacy Barthe                                                    | Keys, Jamie xx                  | 4:34 |
| 4.    | Listen to Your Heart                 | Keys, Stephens                                                                       | Keys, Rodney Jerkins            | 3:46 |
| 5.    | New Day                              | Keys, Andre Brissett, Kasseem Dean, Amber Streeter, Trevor Lawrence Jr., Andre Young | Keys, Swizz Beatz, Dr. Dre      | 4:02 |
| 6.    | Girl on Fire (featuring Nicki Minaj) | Keys, Salaam Remi, Jeff Bhasker, Onika Maraj, Billy Squier                           | Keys, Remi, Bhasker             | 4:30 |
| 7.    | Fire We Make (Alicia Keys & Maxwell) | Keys, Warren "Oak" Felder, Andrew Wansel, Gary Clark, Jr.                            | Keys, Oak, Pop Wansel           | 5:21 |
| 8.    | Tears Always Win                     | Keys, Bhasker, Bruno Mars, Phillip Lawrence                                          | Keys, Bhasker, The Smeezingtons | 3:59 |
| 9.    | Not Even the King                    | Keys, Sandé                                                                          | Keys                            | 3:07 |
| 10.   | That's When I Knew                   | Keys, Antonio Dixon, Kenneth Edmonds                                                 | Keys, Babyface                  | 4:05 |
| 11.   | Limitedless                          | Keys, Felder, Wansel, Streeter, Barthe                                               | Keys, Oak, Pop Wansel           | 3:57 |
| 12.   | One Thing                            | Keys, James Ho, Frank Ocean                                                          | Keys, Malay                     | 4:08 |
| 13.   | 101                                  | Keys, Sandé                                                                          | Keys                            | 6:27 |
| 53:08 |                                      |                                                                                      |                                 |      |

| 14. | Girl on Fire                     | Keys, Remi, Bhasker, Squier | Keys, Remi, Bhasker | 3:44 |
| 15. | Girl on Fire (Bluelight Version) | Keys, Remi, Bhasker, Squier | Keys, Remi, Bhasker | 4:22 |

## Sample
Girl on Fire sample les percussions du titre The Big Beat de Billy Squier.

## Sorties
| Pays        | Date             | Formats            | Label       |
| ----------- | ---------------- | ------------------ | ----------- |
| Royaume-Uni | 26 novembre 2012 | CD, téléchargement | RCA Records |
| France      | 26 novembre 2012 | CD, téléchargement | RCA Records |
| États-Unis  | 27 novembre 2012 | CD, téléchargement | RCA Records |
| Japon       | 28 novembre 2012 | CD, téléchargement | SME Japan   |

## Critique
Dave Simpson de The Guardian complimente Alicia Keys pour son chant et son jeu au piano mais regrette que l'album n'aille pas assez loin et trouve quelques mélodies décevantes.
Pour Métro, l'album est une véritable réussite, notamment en raison des différents collaborateurs de l'album, comme Emeli Sandé, Frank Ocean, Jamie xx, etc. Girl on Fire est ainsi un « opus éclectique mais cohérent, audacieux mais sans jamais céder aux sirènes de l'Eurodance qui “polluent” les trois quarts de la production r'n'b actuelle ».

## Certifications
| Pays                  | Certification | Ventes certifiées |
| --------------------- | ------------- | ----------------- |
| Allemagne (BVMI)      | Or            | 100 000           |
| Australie (ARIA)      | Or            | 35 000            |
| Canada (Music Canada) | Or            | 40 000            |
| États-Unis (RIAA)     | Platine       | 1 000 000         |
| France (SNEP)         | Or            | 50 000            |
| Pays-Bas (NVPI)       | Platine       | 50 000            |
| Pologne (ZPAV)        | Or            | 10 000            |
| Royaume-Uni (BPI)     | Or            | 100 000           |
| Suisse (IFPI)         | Or            | 15 000            |